# Birkirkara
Birkirkara este un oraș situat în Malta centrală. Conform recensământului din martie 2014,are 22.247 de locuitori  Este cel mai mare oraș de pe insulă atât ca număr de locuitori cât și ca suprafață.

## Personalități
- Blanche Huber

## Vezi și
- Lista orașelor din Malta